# Montana Fishburne
Montana Fishburne (n. 7 de septiembre de 1991), también conocida por su nombre artístico Chippy D., es una actriz pornográfica estadounidense. Entró en la industria pornográfica en 2010 a los 18 años.
La actriz ha reconocido que Kim Kardashian, Paris Hilton y Sasha Grey la inspiraron para entrar en el porno. También ha dicho que lo hizo porque cree que el porno es una hermosa forma de arte y de expresión.

## Biografía
Fishburne es hija del actor Laurence Fishburne, famoso por su papel en Matrix como Morfeo, y de Hajna O. Moss. Tiene también un hermano, Langston y una media hermana, Delilah.
Reveló que su padre está muy dolido por su decisión de entrar en el porno y cree que lo que ahora él ve como algo negativo finalmente lo verá como positivo. Más tarde declaró que él ha cortado el contacto y ya no es "bienvenida" en su vida.

## Carrera
A principios de agosto de 2010, Freaky Empire lanzó la película porno Gonzo Phattys Rhymes & Dimes 14, que cuenta con una escena de casi una hora de duración de sexo entre Fishburne y el actor porno Brian Pumper. Fishburne más tarde trató de bloquear la distribución de la película. Su equipo legal contactó a Pumper, a quien ella afirma filtró el material de los ensayos, que nunca se pensó en distribuir.
Actuó de nuevo en la película Montana Fishburne: An A-List Daughter Makes her XXX Debut, lanzada el 10 de agosto de 2010 por Vivid Entertainment, con más de una hora de duración y que presenta a Fishburne en un coche, una habitación de hotel y un centro comercial. Al comentar sobre por qué decidió hacer la película afirmó: "Veo hacer esta película como un primer paso importante en mi carrera... He visto cuan exitosa Kim Kardashian llegó a ser y creo que mucho de ello se debió a la liberación de su video sexual con Vivid ". Fishburne dice que está en conversaciones con Vivid para firmar un contrato debido al éxito comercial inicial de su debut.
El 30 de agosto de 2011 un fuerte rumor en la red social Twitter afirmaba que había contagiado al actor Brian Pumper con el virus del VIH, acusaciones que fueron desmentidas por el propio Brian Pumper.

## Problemas legales
Fishburne fue arrestada por prostitución en 2009. Según los informes, llegó a un acuerdo con los fiscales que retiraron los cargos a cambio de declararse culpable de intrusión como delito menor y entrar en un programa de trabajo alternativo.
En agosto de 2010, Fishburne fue acusada por la Fiscalía de la Ciudad de Los Ángeles por agresión leve y privación ilegal de libertad cuando presuntamente irrumpió en la casa de una mujer, la obligó a ir al cuarto de baño a punta de pistola y la golpeó.